# Vogal média
Vogal média é um som vocálico realizado com a língua em uma posição intermediária entre uma vogal fechada e uma vogal aberta.  As vogais médias são divididas em dois graus de abertura, podendo ser executadas como uma vogal semiaberta, ou média-baixa ([ɛ], [œ], [ɜ], [ɞ], [ʌ], [ɔ]) ou como uma vogal semifechada, ou média-alta ([e], [ø], [ɘ], [ɵ], [ɤ], [o]).

Uma vogal média pode ter uma realização intermediária que se situa entre as vogais semiabertas e as semifechadas. Em uma transcrição fonética estreita/restrita, pode-se transcrever este grau intermediário adicionando o diacrítico de abertura ao símbolo das vogais semifechadas ([e̞], [ø̞], [ɤ̞] , [o̞]), ou adicionando o diacrítico de alçamento ao símbolo das vogais semiabertas ([ɛ̝], [œ̝], [ʌ̝], [ɔ̝]) .
A única vogal verdadeiramente média (ou seja, uma vogal média nem semiaberta nem semifechada) a ter um símbolo próprio no IPA (International Phonetic Alphabet) é a vogal central média [ə] (schwa).[carece de fontes?] Ela é realizada com a língua em posição de repouso, razão pela qual se encontra no centro do triângulo vocálico. Em sua realização, os lábios também apresentam uma posição neutra, razão pela qual ela não se encontra nem à esquerda nem à direita da linha vertical que separa vogais não arredondadas (à esquerda) das vogais arredondadas (à direita).
| Editar                                                                                | Anterior                                                                                    | Quase anterior                                                                              | Central                                                                                     | Quase posterior                                                                             | Posterior                                                                                   |
| Fechada                                                                               | \| i • y ɨ • ʉ ɯ • u ɪ • ʏ ɯ̽ • ʊ e • ø ɘ • ɵ ɤ • o ə ɛ • œ ɜ • ɞ ʌ • ɔ æ ɐ a • ɶ ä ɑ • ɒ \| | \| i • y ɨ • ʉ ɯ • u ɪ • ʏ ɯ̽ • ʊ e • ø ɘ • ɵ ɤ • o ə ɛ • œ ɜ • ɞ ʌ • ɔ æ ɐ a • ɶ ä ɑ • ɒ \| | \| i • y ɨ • ʉ ɯ • u ɪ • ʏ ɯ̽ • ʊ e • ø ɘ • ɵ ɤ • o ə ɛ • œ ɜ • ɞ ʌ • ɔ æ ɐ a • ɶ ä ɑ • ɒ \| | \| i • y ɨ • ʉ ɯ • u ɪ • ʏ ɯ̽ • ʊ e • ø ɘ • ɵ ɤ • o ə ɛ • œ ɜ • ɞ ʌ • ɔ æ ɐ a • ɶ ä ɑ • ɒ \| | \| i • y ɨ • ʉ ɯ • u ɪ • ʏ ɯ̽ • ʊ e • ø ɘ • ɵ ɤ • o ə ɛ • œ ɜ • ɞ ʌ • ɔ æ ɐ a • ɶ ä ɑ • ɒ \| |
| Quase fechada                                                                         | \| i • y ɨ • ʉ ɯ • u ɪ • ʏ ɯ̽ • ʊ e • ø ɘ • ɵ ɤ • o ə ɛ • œ ɜ • ɞ ʌ • ɔ æ ɐ a • ɶ ä ɑ • ɒ \| | \| i • y ɨ • ʉ ɯ • u ɪ • ʏ ɯ̽ • ʊ e • ø ɘ • ɵ ɤ • o ə ɛ • œ ɜ • ɞ ʌ • ɔ æ ɐ a • ɶ ä ɑ • ɒ \| | \| i • y ɨ • ʉ ɯ • u ɪ • ʏ ɯ̽ • ʊ e • ø ɘ • ɵ ɤ • o ə ɛ • œ ɜ • ɞ ʌ • ɔ æ ɐ a • ɶ ä ɑ • ɒ \| | \| i • y ɨ • ʉ ɯ • u ɪ • ʏ ɯ̽ • ʊ e • ø ɘ • ɵ ɤ • o ə ɛ • œ ɜ • ɞ ʌ • ɔ æ ɐ a • ɶ ä ɑ • ɒ \| | \| i • y ɨ • ʉ ɯ • u ɪ • ʏ ɯ̽ • ʊ e • ø ɘ • ɵ ɤ • o ə ɛ • œ ɜ • ɞ ʌ • ɔ æ ɐ a • ɶ ä ɑ • ɒ \| |
| Semifechada                                                                           | \| i • y ɨ • ʉ ɯ • u ɪ • ʏ ɯ̽ • ʊ e • ø ɘ • ɵ ɤ • o ə ɛ • œ ɜ • ɞ ʌ • ɔ æ ɐ a • ɶ ä ɑ • ɒ \| | \| i • y ɨ • ʉ ɯ • u ɪ • ʏ ɯ̽ • ʊ e • ø ɘ • ɵ ɤ • o ə ɛ • œ ɜ • ɞ ʌ • ɔ æ ɐ a • ɶ ä ɑ • ɒ \| | \| i • y ɨ • ʉ ɯ • u ɪ • ʏ ɯ̽ • ʊ e • ø ɘ • ɵ ɤ • o ə ɛ • œ ɜ • ɞ ʌ • ɔ æ ɐ a • ɶ ä ɑ • ɒ \| | \| i • y ɨ • ʉ ɯ • u ɪ • ʏ ɯ̽ • ʊ e • ø ɘ • ɵ ɤ • o ə ɛ • œ ɜ • ɞ ʌ • ɔ æ ɐ a • ɶ ä ɑ • ɒ \| | \| i • y ɨ • ʉ ɯ • u ɪ • ʏ ɯ̽ • ʊ e • ø ɘ • ɵ ɤ • o ə ɛ • œ ɜ • ɞ ʌ • ɔ æ ɐ a • ɶ ä ɑ • ɒ \| |
| Média                                                                                 | \| i • y ɨ • ʉ ɯ • u ɪ • ʏ ɯ̽ • ʊ e • ø ɘ • ɵ ɤ • o ə ɛ • œ ɜ • ɞ ʌ • ɔ æ ɐ a • ɶ ä ɑ • ɒ \| | \| i • y ɨ • ʉ ɯ • u ɪ • ʏ ɯ̽ • ʊ e • ø ɘ • ɵ ɤ • o ə ɛ • œ ɜ • ɞ ʌ • ɔ æ ɐ a • ɶ ä ɑ • ɒ \| | \| i • y ɨ • ʉ ɯ • u ɪ • ʏ ɯ̽ • ʊ e • ø ɘ • ɵ ɤ • o ə ɛ • œ ɜ • ɞ ʌ • ɔ æ ɐ a • ɶ ä ɑ • ɒ \| | \| i • y ɨ • ʉ ɯ • u ɪ • ʏ ɯ̽ • ʊ e • ø ɘ • ɵ ɤ • o ə ɛ • œ ɜ • ɞ ʌ • ɔ æ ɐ a • ɶ ä ɑ • ɒ \| | \| i • y ɨ • ʉ ɯ • u ɪ • ʏ ɯ̽ • ʊ e • ø ɘ • ɵ ɤ • o ə ɛ • œ ɜ • ɞ ʌ • ɔ æ ɐ a • ɶ ä ɑ • ɒ \| |
| Semiaberta                                                                            | \| i • y ɨ • ʉ ɯ • u ɪ • ʏ ɯ̽ • ʊ e • ø ɘ • ɵ ɤ • o ə ɛ • œ ɜ • ɞ ʌ • ɔ æ ɐ a • ɶ ä ɑ • ɒ \| | \| i • y ɨ • ʉ ɯ • u ɪ • ʏ ɯ̽ • ʊ e • ø ɘ • ɵ ɤ • o ə ɛ • œ ɜ • ɞ ʌ • ɔ æ ɐ a • ɶ ä ɑ • ɒ \| | \| i • y ɨ • ʉ ɯ • u ɪ • ʏ ɯ̽ • ʊ e • ø ɘ • ɵ ɤ • o ə ɛ • œ ɜ • ɞ ʌ • ɔ æ ɐ a • ɶ ä ɑ • ɒ \| | \| i • y ɨ • ʉ ɯ • u ɪ • ʏ ɯ̽ • ʊ e • ø ɘ • ɵ ɤ • o ə ɛ • œ ɜ • ɞ ʌ • ɔ æ ɐ a • ɶ ä ɑ • ɒ \| | \| i • y ɨ • ʉ ɯ • u ɪ • ʏ ɯ̽ • ʊ e • ø ɘ • ɵ ɤ • o ə ɛ • œ ɜ • ɞ ʌ • ɔ æ ɐ a • ɶ ä ɑ • ɒ \| |
| Quase aberta                                                                          | \| i • y ɨ • ʉ ɯ • u ɪ • ʏ ɯ̽ • ʊ e • ø ɘ • ɵ ɤ • o ə ɛ • œ ɜ • ɞ ʌ • ɔ æ ɐ a • ɶ ä ɑ • ɒ \| | \| i • y ɨ • ʉ ɯ • u ɪ • ʏ ɯ̽ • ʊ e • ø ɘ • ɵ ɤ • o ə ɛ • œ ɜ • ɞ ʌ • ɔ æ ɐ a • ɶ ä ɑ • ɒ \| | \| i • y ɨ • ʉ ɯ • u ɪ • ʏ ɯ̽ • ʊ e • ø ɘ • ɵ ɤ • o ə ɛ • œ ɜ • ɞ ʌ • ɔ æ ɐ a • ɶ ä ɑ • ɒ \| | \| i • y ɨ • ʉ ɯ • u ɪ • ʏ ɯ̽ • ʊ e • ø ɘ • ɵ ɤ • o ə ɛ • œ ɜ • ɞ ʌ • ɔ æ ɐ a • ɶ ä ɑ • ɒ \| | \| i • y ɨ • ʉ ɯ • u ɪ • ʏ ɯ̽ • ʊ e • ø ɘ • ɵ ɤ • o ə ɛ • œ ɜ • ɞ ʌ • ɔ æ ɐ a • ɶ ä ɑ • ɒ \| |
| Aberta                                                                                | \| i • y ɨ • ʉ ɯ • u ɪ • ʏ ɯ̽ • ʊ e • ø ɘ • ɵ ɤ • o ə ɛ • œ ɜ • ɞ ʌ • ɔ æ ɐ a • ɶ ä ɑ • ɒ \| | \| i • y ɨ • ʉ ɯ • u ɪ • ʏ ɯ̽ • ʊ e • ø ɘ • ɵ ɤ • o ə ɛ • œ ɜ • ɞ ʌ • ɔ æ ɐ a • ɶ ä ɑ • ɒ \| | \| i • y ɨ • ʉ ɯ • u ɪ • ʏ ɯ̽ • ʊ e • ø ɘ • ɵ ɤ • o ə ɛ • œ ɜ • ɞ ʌ • ɔ æ ɐ a • ɶ ä ɑ • ɒ \| | \| i • y ɨ • ʉ ɯ • u ɪ • ʏ ɯ̽ • ʊ e • ø ɘ • ɵ ɤ • o ə ɛ • œ ɜ • ɞ ʌ • ɔ æ ɐ a • ɶ ä ɑ • ɒ \| | \| i • y ɨ • ʉ ɯ • u ɪ • ʏ ɯ̽ • ʊ e • ø ɘ • ɵ ɤ • o ə ɛ • œ ɜ • ɞ ʌ • ɔ æ ɐ a • ɶ ä ɑ • ɒ \| |
| i • y ɨ • ʉ ɯ • u ɪ • ʏ ɯ̽ • ʊ e • ø ɘ • ɵ ɤ • o ə ɛ • œ ɜ • ɞ ʌ • ɔ æ ɐ a • ɶ ä ɑ • ɒ |                                                                                             |                                                                                             |                                                                                             |                                                                                             |                                                                                             |

Enfim, a vogal central média [ə] (schwa), é o som vocálico mais utilizado na língua inglesa, pois corresponde à realização das vogais átonas nesta língua. Como por exemplo:
| palavra  | transcrição fonética | tradução   |
| -------- | -------------------- | ---------- |
| about    | [əˈbaʊt]             | 'sobre'    |
| banana   | [bəˈnɑnə]            | 'banana'   |
| original | [əˈrɪdʒənəl]         | 'original' |
| problem  | [ˈprɑbləm]           | 'problema' |
| camera   | [ˈkæmərə]            | 'câmera'   |

## Vogais médias no sistema fonológico do português
As vogais médias na língua portuguesa são as semifechadas /e, o/ e as semiabertas /ɛ, ɔ/. Nesta língua, as vogais semiabertas e semifechadas são fonemas distintos, pois a mudança da altura da língua pode mudar o significado da palavra, como por exemplo entre avô [aˈvo] (o pai do pai ou o pai da mãe) e avó [aˈvɔ] (a mãe do pai ou a mãe da mãe), ou ainda entre teta [ˈtɛtɐ] (oitava letra do alfabeto grego) e teta [ˈtetɐ] (glândula mamária).
| palavra | transcrição fonética |
| ------- | -------------------- |
| ipê     | [iˈpe]               |
| café    | [kaˈfɛ]              |
| avô     | [aˈvo]               |
| avó     | [aˈvɔ]               |

Entretanto, em sílaba átona a abertura das vogais médias é neutralizada e, dependendo da variedade da língua, só encontramos vogais semifechadas [e, o], como no sul e no sudeste do Brasil (p. ex. deputado [depuˈtadu]) ou semiabertas [ɛ, ɔ], como no norte e no nordeste do Brasil (p. ex. deputado [dɛpuˈtadu]).
Além disso, no português se usa o símbolo da vogal quase aberta [ɐ] para transcrever a vogal oral aberta /a/ em sílaba pós-tônica (p. ex. o segundo /a/ de mala [ˈmalɐ]), assim como para transcrever a vogal nasal aberta [ɐ̃], tanto em sílaba tônica (p. ex. mando [ˈmɐ̃du]) como em sílaba átona (p. ex. mandar [mɐ̃ˈdaɾ]).